# جمهوری سوسیالیستی شوروی آبخاز
جمهوری سوسیالیستی شوروی آبخاز یک جمهوری کم‌دوام در منطقه قفقاز اتحاد جماهیر شوروی سوسیالیستی بود که قلمرو آبخازستان را در بر می‌گرفت و از ۳۱ مارس ۱۹۲۱ تا ۱۹ فوریه ۱۹۳۱ موجودیت داشت. این کشور که پس از حمله ارتش سرخ به گرجستان در ۱۹۲۱ تشکیل شد تا ۱۶ دسامبر ۱۹۲۱ مستقل بود. آبخاز شوروی بعد از پیمان اتحاد با جمهوری سوسیالیستی گرجستان شوروی دیگر استقلال نداشت. جمهوری سوسیالیستی آبخاز شوروی به‌مثابه یک جمهوری خودمختار شوروی بود با این تفاوت که استقلال صوری خود را از گرجستان حفظ کرده‌بود و ویژگی‌های خاصی مانند واحدهای نظامی خودش را داشت که فقط جمهوری‌های مطلق اتحادیه داشتند. آبخاز از طریق موقعیت خود به‌عنوان یک «جمهوری قراردادی» با گرجستان به جمهوری فدراتیو سوسیالیستی قفقاز جنوبی شوروی پیوست و جمهوری‌های سوسیالیستی شوروی ارمنستان، آذربایجان و گرجستان را در یک واحد فدرال متحد کرد. جمهوری سوسیالیستی شوروی آبخاز در ۱۹۳۱ برانداخته شد و جمهوری خودمختار سوسیالیستی شوروی آبخاز در گرجستان شوروی جایگزین آن گشت.
جمهوری سوسیالیستی شوروی آبخاز در طول موجودیت اندک خود توسط نستور لاکوبا رهبری می‌شد که به‌طور رسمی با عنوان رئیس شورای کمیسارهای خلق خدمت می‌کرد اما کنترل او بر این کشور به‌حدی بود که آن را در لفظ مداعبت «لاکوبستان» می‌نامیدند. به‌دلیل روابط نزدیک لاکوبا با ژوزف استالین، رهبر شوروی، اشتراکی‌سازی تا پس از الحاق آبخاز به گرجستان به تعویق افتاد. آبخاز در آن دوره یکی از تولیدکنندگان عمده تنباکو بود و بیش از نیمی از ذخایر شوروی را افزایش داد. همچنین این کشور سایر محصولات کشاورزی از جمله چای، شراب و مرکبات را تولید کرد که منجر به تبدیل آبخاز به یکی از ثروتمندترین مناطق اتحاد جماهیر شوروی شد. آب و هوای نیمه گرمسیری نیز آن را به مقصد اصلی تعطیلات تبدیل کرده‌بود، به‌طوری که استالین و دیگر رهبران اتحاد جماهیر شوروی دارای خانه‌های تابستانی در آن منطقه بودند و زمان قابل توجهی را در آنجا سپری می‌کردند.
آبخاز که از نظر قومی متفاوت بود، به‌طور صوری توسط مردم آبخاز رهبری می‌شد که کمتر از ۳۰ درصد جمعیت را تشکیل می‌دادند. سایر گروه‌های عمده آن هم شامل گرجی‌ها، ارمنی‌ها، یونانی‌ها و روس‌ها بودند. مردم آبخازی با وجود این‌که اکثریت را تشکیل نمی‌دادند اما به‌شدت مورد حمایت قرار گرفتند و زبان آبخازی در نتیجه سیاست‌های بومی‌سازی آن دوران رواج پیدا کرد. هویت ملی آبخازستان از طریق این سیاست‌ها گسترش یافت که منجر به ظهور ناسیونالیسم آبخازی شد. میراث اصلی جمهوری سوسیالیستی شوروی آبخاز این است که برای اولین بار در تاریخ معاصر، یک مجموعه جغرافیایی مشخص تحت نام آبخاز ایجاد کرده‌است. اگرچه در ۱۹۳۱ آبخاز به یک جمهوری شبه‌مستقل تنزل یافت اما مردم آبخاز فراموش نکردند که این جمهوری روزی وجود داشته‌است. با ظهور گلاسنوست و پروستیکا در اواخر دهه ۱۹۸۰، رهبران آبخاز خواستار تشکیل مجدد دولت خود و جدایی از گرجستان شدند و از جمهوری سوسیالیستی شوروی آبخاز به‌عنوان یک پیشینه یاد کردند. این امر منجر به بازگرداندن قانون اساسی جمهوری سوسیالیستی شوروی آبخازستان در ۱۹۲۵ شد که جنگ ۱۹۹۲–۱۹۹۳ آبخاز و درگیری آبخاز–گرجستان را در پی داشت.

## پیشینه

### تاریخچه
امپراتوری روسیه در اوایل قرن نوزدهم آبخاز را ضمیمه خاک خود کرد و تا ۱۸۶۴ اقتدار خود را بر این منطقه تثبیت نمود. مقامات روس که تمایلی به ایجاد واحدهای قومی–سرزمینی نداشتند، این منطقه را با استان کوتایسی ادغام کردند. انتقال جمعیت در مقیاس وسیع، ترکیب قومی آبخاز را به‌شدت دگرگون کرد و همین‌طور مقامات امپراتوری روسیه هزاران نفر از قومیت‌های آبخاز را اخراج و مگرلی‌ها را جایگزین آن‌ها کردند. پس از انقلاب فوریه ۱۹۱۷ که به امپراتوری روسیه پایان داد، وضعیت آبخاز مبهم بود و مورد مناقشه قرار گرفت. فارغ از حاکمیت روسیه، در ۱۹۱۷ در صدد پیوستن به جمهوری کوهستانی قفقاز شمالی بود و در نهایت به‌دلیل فاصله بین آبخاز و بقیه گروه‌های درگیر، تصمیم به این امر گرفت. در فوریه ۱۹۱۸، بلشویک‌های آبخاز تلاش کردند تا یک کمون ایجاد کنند، سیستمی مشابه با شوراها که در روسیه وجود داشت. این تلاش ناموفق بود و ایفرم ایشبا و نستور لاکوبا، رهبران بلشویک از عملی‌کردن آن اجتناب کردند. شورای خلق آبخاز هم پس از آن تشکیل شد و عملاً منطقه را تحت کنترل داشت. جمهوری دموکراتیک گرجستان در ماه مه ۱۹۱۸ تشکیل شد و آبخاز را ضمیمه سرزمین خود کرد و آن را بخشی جدایی‌ناپذیر از خاک خود دانست. گرجستان هرگز کنترل منطقه را به‌طور کامل به‌دست نگرفت و تا زمان تهاجم بلشویک‌ها در ۱۹۲۱، شورای خلق آبخاز بر آن حکومت می‌کرد.
وضعیت آبخاز در قانون اساسی گرجستان در ۱۹۲۱ تصدیق گشت. ماده ۱۰۷ این قانون استقلال «آبخازتی، ناحیه سوخوم» را برای «اداره امور آن‌ها» مشخص ساخت. قانون اساسی پس از حمله ارتش سرخ به گرجستان در فوریه ۱۹۲۱ صادر شد اما ماهیت خودمختاری مقرر هرگز مشخص نشد. به‌گفته تاریخ‌دان تیموتی بلوولت، این جمهوری میراث ماندگاری در منطقه داشت زیرا اولین بار در تاریخ معاصر بود که آبخاز به‌عنوان یک مجموعه جغرافیایی متمایز توصیف شده‌بود.

### پایه‌ریزی

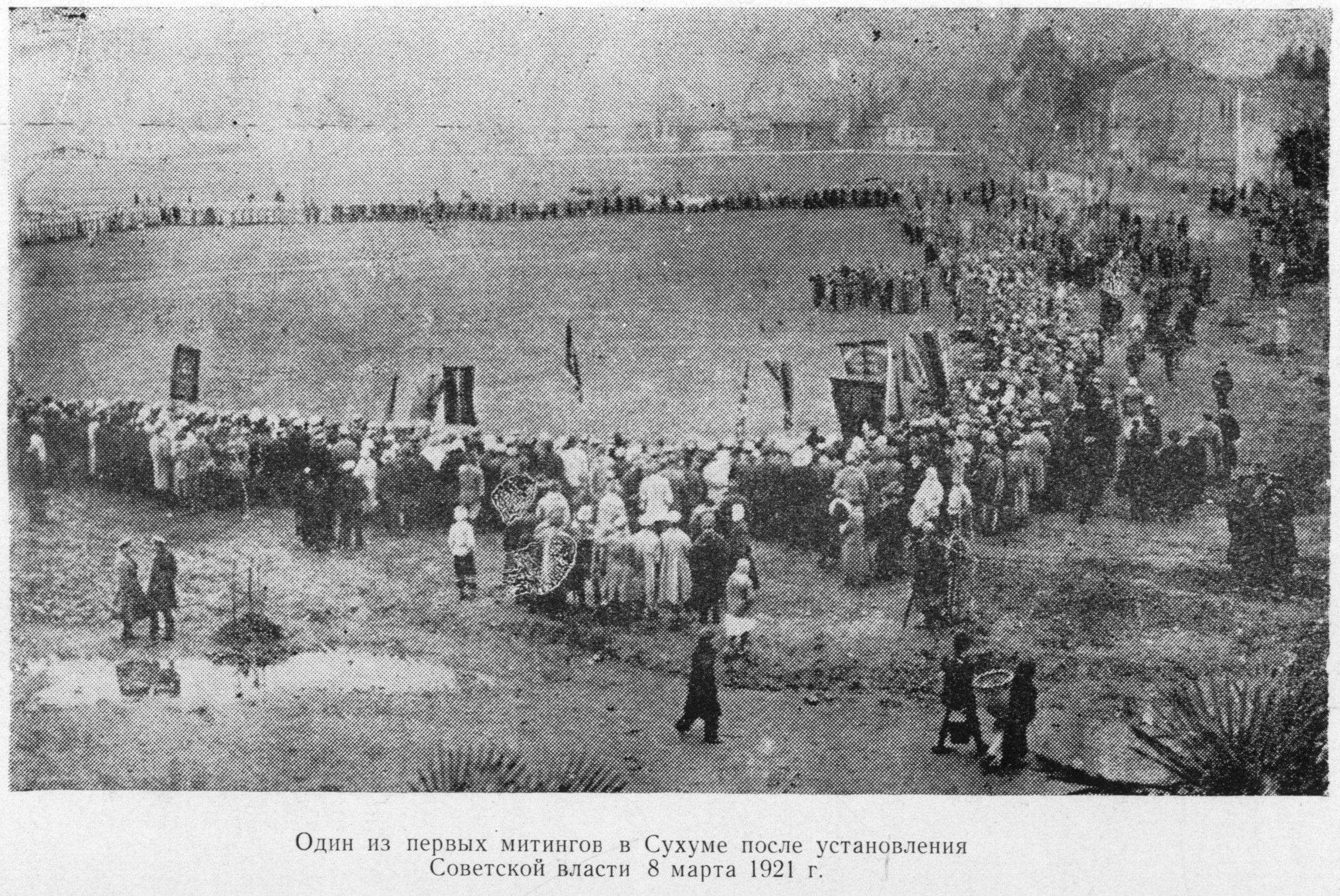
یکی از اولین تجمعات در سوخومی در ۸ مارس ۱۹۲۱ پس از استقرار استیلای شوروی

در ۱۵ فوریه ۱۹۲۱ ارتش سرخ به گرجستان حمله کرد. دو روز بعد آبخاز مورد هجوم قرار گرفت. ایشبا و لاکوبا قبل از تهاجم به آبخاز بازگشتند و کمیته انقلابی را برای آماده‌سازی دولت بلشویکی تشکیل دادند. سوخومی، پایتخت آن، در ۴ مارس به تصرف نیروهای شوروی درآمد. با ادامه جنگ در گرجستان، کمیته انقلابی که انتظار نداشت تنها قدرت آبخاز باشد از سردرگمی استفاده کرد و اقدام به اعلام آبخاز به‌عنوان یک جمهوری مستقل کرد. آن‌ها تلگرافی به مسکو فرستادند و در مورد چگونگی ادامه راه مشورت خواستند و پیشنهاد پیوستن به جمهوری سوسیالیستی فدراتیو روسیه شوروی را دادند اما سرگو ارژنیکیدزه، بلشویک برجسته و رهبر دفتر قفقاز این ایده را رد کرد. آن‌ها نهایتاً در ۳۱ مارس ۱۹۲۱ اعلام کردند که «به اراده کارگران، جمهوری سوسیالیستی شوروی آبخاز متولد می‌شود.» این امر آبخاز را به یک جمهوری صوراً مستقل تبدیل کرد که در هر دو طرف آبخاز و گرجستان این تفاهم وجود داشت که در نهایت آبخاز به جمهوری تازه‌تأسیس گرجستان شوروی می‌پیوندد. آبخاز در آن زمان کاملاً از گرجستان جدا شده‌بود و به این صورت به آن پرداخته می‌شد. کمیته انقلابی گرجستان و هیئت حاکمه جمهوری سوسیالیستی گرجستان شوروی، در تلگرافی در ۲۱ مه ۱۹۲۱ از آبخاز استقبال کردند و اذعان داشتند که اشکال روابط باید در اولین کنگره‌های کارگری هر دو جمهوری حل و فصل شود.

## موقعیت

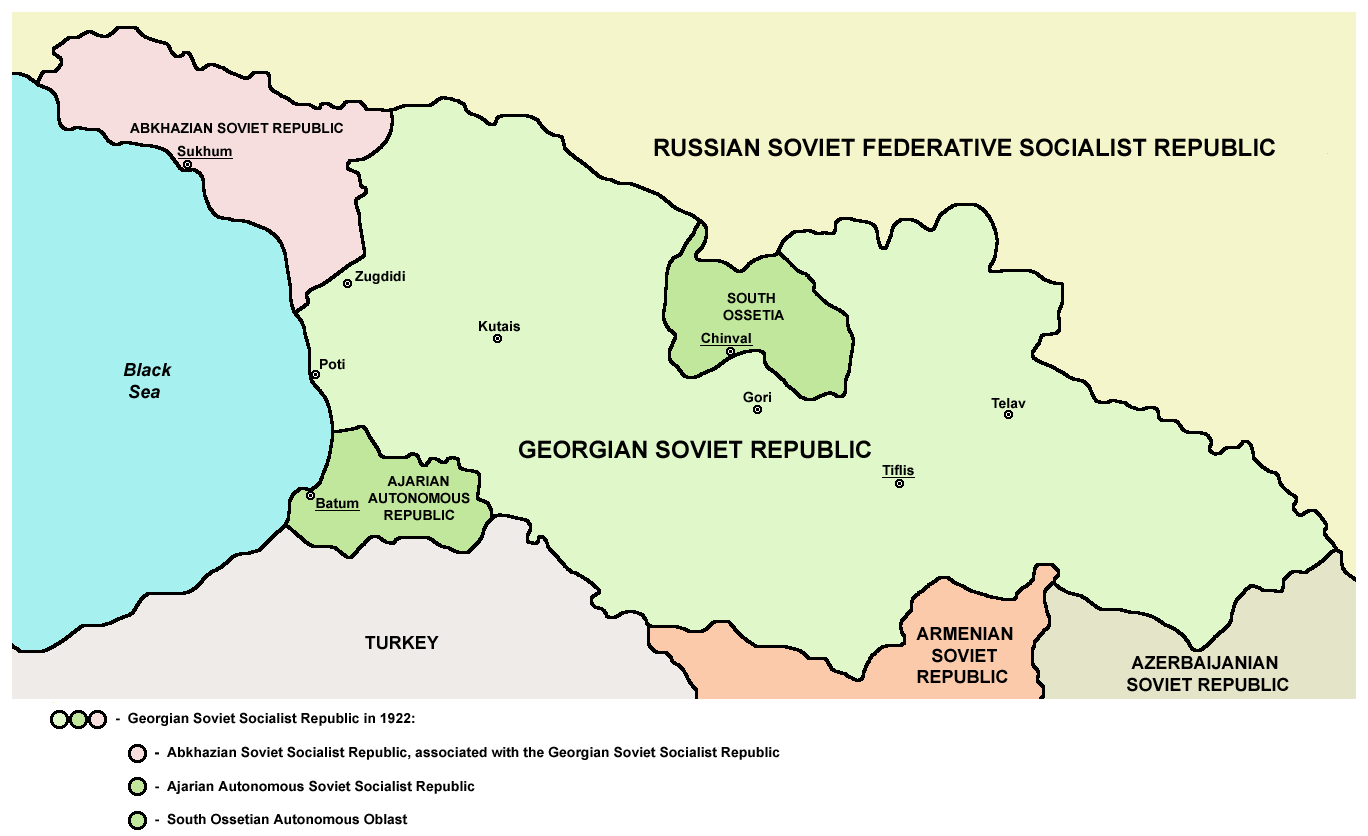
نقشه جغرافیایی جمهوری سوسیالیستی شوروی گرجستان در ۱۹۲۲ و جمهوری سوسیالیستی شوروی آبخاز

کمیته انقلابی آبخاز در موقعیت اعمال قدرت خود تمایلی به برنامه‌ریزی کنگره برای تعیین وضعیت آینده آبخاز نداشت زیرا این به‌معنای کنارگذاشتن کنترل بر منطقه بود. دفتر قفقاز، کمیته انقلابی را مجبور به واکنش کرد و مذاکرات بین آبخاز و گرجستان از اکتبر ۱۹۲۱ آغاز شد. نتیجه مذاکرات بین آن‌ها یک معاهده دو ماده‌ای بود که در ۱۶ دسامبر ۱۹۲۱ به‌دست طرفین امضاء شد. متن ماده‌ها به قرار ذیل بود:
ماده ۱: جمهوری سوسیالیستی شوروی گرجستان و جمهوری سوسیالیستی شوروی آبخاز وارد اتحاد سیاسی، نظامی و مالی–اقتصادی می‌شوند.
ماده ۲: به‌منظور تحقق اهداف فوق، هر دو دولت بایستی ادغام کمیساریاهای نظامی، دارایی، کشاورزی خلق، پست و تلگراف، چکا و رابکرین، کمیساریای خلق دادگستری و کمیساریای ترابری دریایی را اعلام کنند.— پیمان اتحاد بین جمهوری سوسیالیستی شوروی گرجستان و جمهوری سوسیالیستی شوروی آبخاز

نشان رسمی جمهوری سوسیالیستی شوروی آبخاز از ۱۹۲۱ تا ۱۹۲۵

این معاهده دو کشور را متحد کرد و آبخاز را به‌عنوان یک «جمهوری قراردادی» که اسماً تابع گرجستان بود باقی گذاشت. وضعیت ویژه آبخاز در قانون اساسی ۱۹۲۲ گرجستان مستحکم شد که به «پیمان اتحاد ویژه» بین این دو اشاره داشت. همچنین قانون اساسی آبخاز در ۱۹۲۵ متذکر شد که «بر اساس یک معاهده ویژه» با گرجستان متحد شده‌است. در ۱۳ دسامبر ۱۹۲۲، زمانی‌که آبخاز با گرجستان متحد بود، به‌همراه ارمنستان و آذربایجان به جمهوری فدراتیو سوسیالیستی قفقاز جنوبی شوروی پیوست. این فدراسیون از روی ظاهر برای مقاصد اقتصادی ایجاد شده‌بود اما احتمال فراوان داشت که برای کنترل شوروی بر این منطقه که مورد مناقشه بود انجام شده‌است. آبخاز عمدتاً به‌عنوان یک منطقه خودمختار گرجستان تلقی می‌شد اما برخلاف سایر کشورهای خودمختار در اتحاد جماهیر شوروی، نمادهای ملی—پرچم و نشان رسمی—و واحدهای ارتش ملی خود را داشت که این حق فقط به جمهوری‌های مطلق اتحادیه داده می‌شد. ابتدا نشان رسمی آن در قانون اساسی ۱۹۲۵ به این صورت توصیف‌شد که «متشکل از یک داس و چکش طلایی است که در پس‌زمینه منظره‌ای از آبخاز دارد و کتیبه‌ای که به زبان آبخازی بر آن جمهوری سوسیالیستی شوروی آبخاز نوشته شده‌است.» این در ۱۹۲۶، زمانی که شعار جمهوری‌ها—و در سراسر شوروی— «پرولتاریای همه کشورها متحد شوید!» به زبان‌های آبخازی، گرجی و روسی نوشته شده‌بود، کمی اصلاح گشت (قبلاً فقط به زبان آبخازی نوشته می‌شده‌است). آبخاز همچنین قانون اساسی خود را داشت که در ۱ آوریل ۱۹۲۵ تدوین شده‌بود، حقی که فقط بایستی در انحصار جمهوری‌های مطلق می‌بود.
اتحاد با گرجستان در میان مردم یا رهبری آبخاز محبوبیتی نداشت. همین‌گونه در گرجستان هم با استقبال ضعیفی روبرو شد. بلشویک‌ها این نارضایتی را ترفندی برای منحرف‌کردن خصومت گرجستان از مقامات مسکو نسبت به مناقشه آبخاز می‌دانستند زیرا گرجی‌ها یکی از متخاصم‌ترین گروه‌ها نسبت به بلشویک‌ها بودند. وضعیت دقیق آبخاز به‌عنوان تنها «جمهوری قراردادی» در اتحاد جماهیر شوروی، به مقامات شوروی و گرجستان مربوط می‌شد که نمی‌خواستند سایر مناطق نیز وضعیت مشابهی را درخواست کنند. برای حل این مشکل، تصمیم قطعی بر این شد که آبخاز را از جهاتی تنزل دهند. از این رو، آبخاز در ۱۹ فوریه ۱۹۳۱، مجدداً با عنوان جمهوری سوسیالیستی خودمختار شوروی آبخاز تأسیس شد. همچنین آبخاز تابع جمهوری سوسیالیستی شوروی گرجستان و عضو جمهوری فدراتیو سوسیالیستی قفقاز جنوبی شوروی باقی ماند. این اقدام با اعتراضات عمومی روبرو شد که اولین تظاهرات گسترده در آبخاز علیه مقامات شوروی بود.

## سیاست

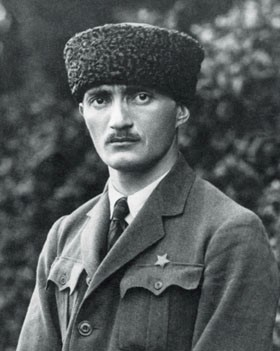
نستور لاکوبا از ۱۹۲۱ تا زمان مرگش در ۱۹۳۶، به‌صورت دوفاکتو رهبر آبخاز بود. او در تأسیس جمهوری سوسیالیستی شوروی آبخاز نقشی اساسی داشته‌است.

در ابتداء تا زمان تأسیس یک نهاد دائمی، کمیته انقلابی آبخاز توسط ایفرم ایشبا رهبری می‌شد. در ۱۷ فوریه ۱۹۲۲ شورای کمیسارهای خلق تأسیس و نستور لاکوبا به ریاست آن برگزیده گشت و رئیس دولت جمهوری شد؛ این یک امر رسمی و تشریفاتی برای نستور لاکوبا بود چرا که او عملاْ در ۱۹۲۱، زمانی‌که بلشویک‌ها بر آبخاز سیطره داشتند، آبخاز را کنترل می‌کرد. لاکوبا در کنار ایشبا از بلشویک‌های پیشرو پس از انقلاب روسیه بود. آن‌ها در فوریه و آوریل ۱۹۱۸ دو تلاش نافرجام برای تصرف آبخاز را رهبری کردند. پس از شکست تلاش دوم، هر دوی آن‌ها متواری شدند و تنها در مارس ۱۹۲۱، پس از تثبیت کنترل بلشویک‌ها به کشور بازگشتند. ایشبا فوراً به مناصب دیگر منتقل شد و لاکوبا را به‌عنوان رئیس آبخاز تنها گذاشت.
لاکوبا عملاً آبخاز را به‌عنوان یک شاه‌نشین شخصی، تحت سلطه خود داشت که به شوخی از آن با عنوان «لاکوبستان» یاد می‌شد، موقعیت او به‌عنوان رهبر عالی جمهوری هرگز مورد مناقشه یا چالش قرار نگرفت. او در برابر بسیاری از سیاست‌های سرکوبگرانه‌ای که در سایر نقاط اتحاد جماهیر شوروی اجرا می‌شد، نظیر اشتراکی‌سازی مقاومت کرد. لاکوبا به‌دلیل روابط شخصی نزدیک خود با رهبر شوروی ژوزف استالین، از اشراف آبخاز حمایت مالی کرد.

## اقتصاد

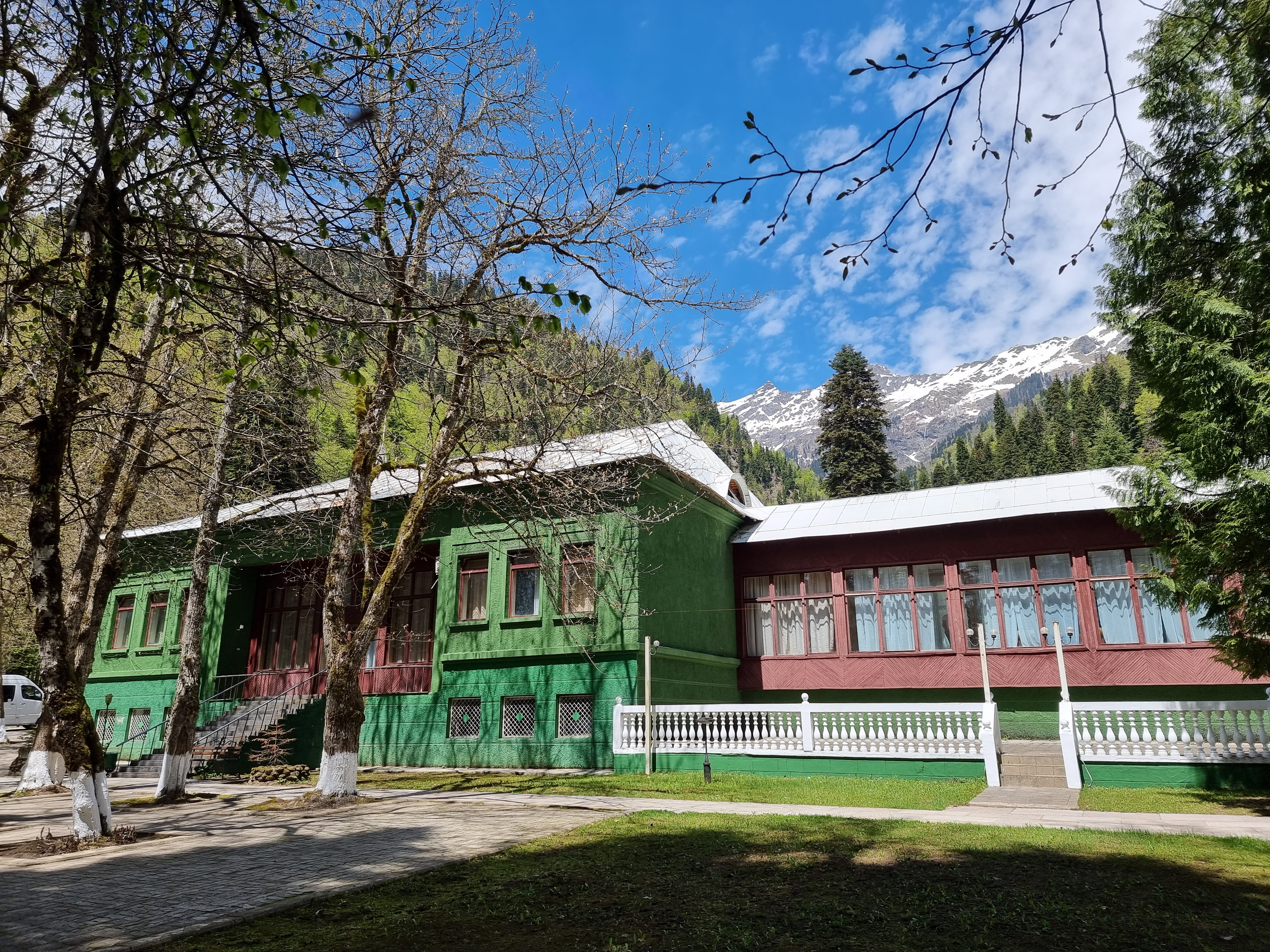
یکی از کلبه‌های تابستانی استالین؛ دریاچه ریتسا، آبخاز.

آبخاز یکی از تولیدکنندگان عمده تنباکو در دوران شوروی بوده‌است. در دهه ۱۹۳۰، این کشور مسئول ۵۲ درصد از صادرات تنباکو اتحاد جماهیر شوروی بود. سایر محصولات کشاورزی از جمله چای، شراب و مرکبات—به‌خصوص نارنگی—در مقادیر انبوه تولید می‌شدند که آبخاز را به یکی از مرفه‌ترین مناطق در کل اتحاد جماهیر شوروی تبدیل می‌کرد و به‌طور قابل‌توجهی ثروتمندتر از گرجستان بود. صادرات این محصولات، این منطقه را به «جزیره‌ای پررونق در قفقاز جنگ‌زده» تبدیل کرد. چندین کارخانه نیز در این منطقه به‌عنوان بخشی از توسعه کلی اتحاد جماهیر شوروی ساخته شد اما با این همه تأثیر اندکی بر قدرت اقتصادی آبخاز داشت.
آبخاز به‌عنوان یک مقصد اصلی تعطیلات هم برای نخبگان و هم برای عموم مردم شوروی ارزشمند بود. استالین در طول دهه ۱۹۲۰، سالانه، از این منطقه بازدید می‌کرد و همین‌طور همکارانش از کرملین به او ملحق می‌شدند تا از این زمان برای جلب اعتماد او استفاده کنند. نستور لاکوبا به‌عنوان میزبان، به‌طور فزاینده‌ای به استالین نزدیک و یکی از معتمدین او شد و همین‌طور استالین به او اجازه داد تا اقتدار خود را در آبخاز حفظ کند. این امر زمانی بدیهی گشت که لاکوبا با این استدلال که کولاک در کشور وجود ندارد، از اجرای اشتراکی‌سازی امتناع کرد. استالین از چنین سیاستی دفاع کرد و بیان داشت که سیاست ضد کولاک «ویژگی‌های خاص ساختار اجتماعی آبخاز را در نظر نمی‌گیرد و به‌خاطر انتقال مکانیکی مدل‌های مهندسی اجتماعی روسی به خاک آبخاز مرتکب اشتباه شده‌است.» اشتراکی‌سازی برای نخستین بار پس از تنزل رتبه آبخاز در ۱۹۳۱ انجام شد و در ۱۹۳۶ پس از مرگ لاکوبا به‌طور کامل اجرا گشت.
در تمام مدت موجودیت جمهوری سوسیالیستی شوروی آبخاز، روبل شوروی واحد پول رسمی آن بود.

## جمعیت‌شناسی
قومیت در آبخاز، بر اساس سرشماری ۱۹۲۶ شوروی
جمهوری سوسیالیستی شوروی آبخاز از نظر قومی، منطقه‌ای گوناگون بود که در دهه‌های پس از الحاق آن به روسیه، گروه قومی آن به‌طور قابل‌توجهی تغییر کرد. در اواخر قرن نوزدهم، عمدتاً بیش از ۱۰۰٬۰۰۰ آبخازی به امپراتوری عثمانی تبعید شده‌بودند. در زمان تشکیل جمهوری سوسیالیستی شوروی آبخاز، قومیت آبخازی، کمتر از ۳۰ درصد جمعیت را تشکیل می‌داد. سیاست بومی‌سازی اجراشده در این دوره که برای ترویج گروه‌های اقلیت در اتحاد جماهیر شوروی بود، شاهد افزایش تعداد آبخازی‌ها بود. بین سال‌های ۱۹۲۲ و ۱۹۲۶، قومیت آبخاز تقریباً ۸ درصد رشد کرد، در حالی که تعداد گرجی‌ها ۶ درصد کاهش یافته‌بود. بر اساس سرشماری ۱۹۲۶ شوروی، تنها سرشماری که در طول موجودیت جمهوری سوسیالیستی شوروی آبخاز انجام شد، تعداد قومی آبخازی‌ها به ۵۵٬۹۱۸ نفر یا حدود ۲۸٪ از کل جمعیت—که تعداد آن‌ها ۲۰۱٬۰۱۶ نفر بود—می‌رسید، در حالی که تعداد گرجی‌ها حدود ۶۷٬۴۹۴ یا ۳۶٪ بود. دیگر گروه‌های قومی مهم که در سرشماری ۱۹۲۶ شمارش شد، شامل ارمنی‌ها با ۲۵٬۶۷۷ نفر یا ۱۳٪، یونانی‌ها با ۱۴٬۰۴۵ نفر یا ۷٪ و روس‌ها با ۱۲٬۵۵۳ نفر یا ۶٪ بود.
خط مورد استفاده برای زبان آبخازی در دوران جمهوری سوسیالیستی شوروی آبخاز تغییر یافت. تحت سیاست بومی‌سازی، آبخازی‌ها یکی از مردمان «پیشرفته» اتحاد جماهیر شوروی به حساب نمی‌آمدند و در نتیجه تمرکز فزاینده‌ای بر زبان ملی و توسعه فرهنگی خود داشتند. به‌عنوان بخشی از این سیاست‌ها، خط آبخازی—همراه با بسیاری دیگر از زبان‌های منطقه‌ای در اتحاد جماهیر شوروی—در ۱۹۲۸ لاتین شد و آن را از خط اصلی سیریلیک دور کرد. همچنین بر توسعه فرهنگ آبخاز به‌شدت تأکید شد و در همین راستا ترویج و تأمین مالی گشت. از همین رو برای پیشبرد توسعه فرهنگ آبخازی، انجمن علمی آبخاز در ۱۹۹۲ و آکادمی زبان و ادبیات آبخاز در ۱۹۲۵ تأسیس شدند.
برای به رسمیت‌شناختن اقوام متعدد در درون آبخاز، ماده ۸ قانون اساسی ۱۹۲۵ آبخاز خواستار رسمیت سه زبان آبخازی، گرجی و روسی شد، در حالی که اصلاحیه بعدی بیان کرد: «تمام ملیت‌های ساکن جمهوری سوسیالیستی شوروی آبخاز، دارای حق توسعه آزاد و استفاده از زبان مادری در سازمان‌های ملی–فرهنگی، دولتی و عمومی هستند.» اکثر مردم، زبان آبخازی را نمی‌فهمیدند و به‌واسطه همین، روسی زبان غالب حکومت بود اما در مناطق محلی زبان آبخازی رایج بوده و از آن استفاده می‌کردند.

## میراث

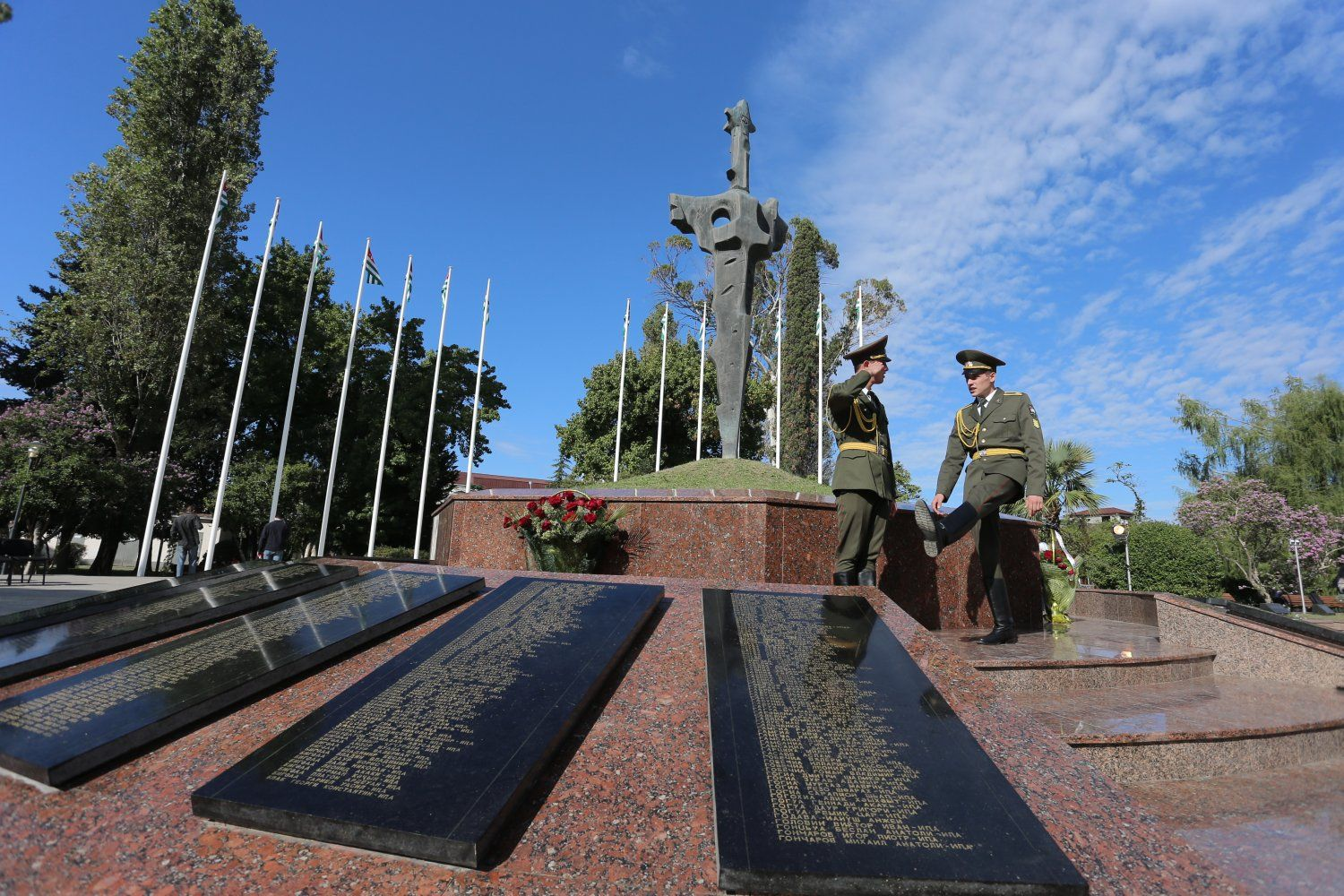
پارک شکوه در سوخومی؛ یادبود سربازان کشته‌شده در جنگ ۱۹۹۲–۱۹۹۳.

وضعیت دقیق آبخاز به‌عنوان یک «جمهوری قراردادی» هرگز در طول حیات آن روشن نشد، همین‌طور مورخ آرسن صفروف گفته‌است که حتی مقامات آن زمان نمی‌دانستند این عبارت چه معنایی دارد. این وضعیت برای مردم آبخاز معنایی نمادین داشت، مردمی که هرگز فراموش نکردند که حداقل در تئوری، دارای یک کشور مستقل بودند. با ظهور گلاسنوست و پرسترویکا در دهه ۱۹۸۰، تقاضاهایی از آبخاز برای احیای وضعیتش آغاز شد. مجمعی در لایکنی در ۱۹۸۹ از مقامات شوروی خواست که آبخاز را به یک جمهوری مطلق اتحادیه‌ای تبدیل کنند و ادعا کرد که جمهوری سوسیالیستی شوروی آبخاز سابقه‌ای برای این اقدام است. زمانی که آبخاز در ۱۹۹۰ استقلال خود را اعلام کرد، خواستار بازگرداندن قانون اساسی ۱۹۲۵ شد که در آن خواهان اتحاد بین آبخاز و گرجستان بود و امکان همبستگی آینده بین دو کشور را فراهم می‌کرد. بازگرداندن قانون اساسی ۱۹۲۵، بهانه‌ای برای جنگ ۱۹۹۲–۱۹۹۳ و مناقشه متعاقب آن بر سر وضعیت آبخاز بود که منجر به استقلال عملی آبخاز از گرجستان از ۱۹۹۲ شد.

### ارجاع‌ها
1. ↑  Müller، The Abkhazians: A Handbook، 231.
2. ↑  Lak'oba، The Abkhazians: A Handbook، 89–101.
3. ↑  kartuli sabch'ota entsiklopedia، Georgian Soviet Encyclopedia، 504.
4. ↑  Kaufman، The Symbolic Politics of Ethnic War، 86.
5. ↑  Lak'oba، The Abkhazians: A Handbook، 84.
6. ↑  Müller، The Abkhazians: A Handbook، 220–225.
7. ↑  Blauvelt، "Abkhazia: Patronage and Power in the Stalin Era"، 206.
8. ↑  Saparov، From Conflict to Autonomy in the Caucasus، 43.
9. ↑  Blauvelt، Resistance and Accommodation in the Stalinist Periphery، 81.
10. ↑  Lakoba، Очерки Политической Истории Абхазии، 63.
11. ↑  Papuashvili، The 1921 Constitution of Democratic Republic of Georgia، 48.
12. ↑  Welt، The Making of Modern Georgia, 1918–2012، 214–215.
13. ↑  Blauvelt، The Establishment of Soviet Power in Abkhazia، 26.
14. ↑  Suny، The Making of the Georgian Nation، 207.
15. ↑  Расстригин، Революционные комитеты (ревкомы).
16. ↑  Saparov، From Conflict to Autonomy in the Caucasus، 48.
17. ↑  Hewitt، Discordant Neighbours، 39.
18. ↑  Гукасян، Кавказское бюро ЦК РКП (б).
19. ↑  Saparov، From Conflict to Autonomy in the Caucasus، 49.
20. ↑  Saparov، From Conflict to Autonomy in the Caucasus، 50.
21. ↑  Saparov، From Conflict to Autonomy in the Caucasus، 50.
22. ↑  Saparov، From Conflict to Autonomy in the Caucasus، 51.
23. ↑  Saparov، From Conflict to Autonomy in the Caucasus، 52.
24. ↑  Saparov، From Conflict to Autonomy in the Caucasus، 54.
25. ↑  Saparov، From Conflict to Autonomy in the Caucasus، 55.
26. ↑  Saparov، From Conflict to Autonomy in the Caucasus، 55–57.
27. ↑  Hewitt، "Abkhazia: a problem of identity and ownership"، 271.
28. ↑  Saparov، From Conflict to Autonomy in the Caucasus، 50–56.
29. ↑  Saparov، From Conflict to Autonomy in the Caucasus، 56.
30. ↑  Saparov، From Conflict to Autonomy in the Caucasus، 56.
31. ↑  Hewitt، Discordant Neighbours، 40.
32. ↑  Blauvelt، The Establishment of Soviet Power in Abkhazia، 26.
33. ↑  Smith، The Nationalities Experience in and after the USSR، 344.
34. ↑  Saparov، From Conflict to Autonomy in the Caucasus، 60.
35. ↑  Blauvelt، "Abkhazia: Patronage and Power in the Stalin Era"، 212.
36. ↑  Lakoba، "Abkhazia is Abkhazia"، 99.
37. ↑  Saparov، From Conflict to Autonomy in the Caucasus، 51.
38. ↑  Bgazhba، Нестор Лакоба، 39.
39. ↑  Blauvelt، "Abkhazia: Patronage and Power in the Stalin Era"، 207.
40. ↑  Blauvelt، The Establishment of Soviet Power in Abkhazia، 24–25.
41. ↑  Lakoba، Абхазия после двух империй. XIX–XXI вв، 100–101.
42. ↑  Lak'oba، The Abkhazians: A Handbook، 71.
43. ↑  Suny، The Making of the Georgian Nation، 268.
44. ↑  Zürcher، The Post-Soviet Wars، 120–121.
45. ↑  Rayfield، Stalin and His Hangmen، 95.
46. ↑  Anchabadze and  Argun, Абхазы, 90.
47. ↑  Blauvelt، "Abkhazia: Patronage and Power in the Stalin Era"، 202.
48. ↑  Scott، The Georgian Diaspora and Evolution of Soviet Empire، 96.
49. ↑  Marshall، The Caucasus Under Soviet Rule، 239.
50. ↑  Rayfield، Stalin and His Hangmen، 30.
51. ↑  Derluguian، The Myth of "Ethnic Conflict"، 266.
52. ↑  Blauvelt، "Abkhazia: Patronage and Power in the Stalin Era"، 211.
53. ↑  Müller، The Abkhazians: A Handbook، 231.
54. ↑  Hewitt، Discordant Neighbours، 25.
55. ↑  Müller، The Abkhazians: A Handbook، 231.
56. ↑  Jones، The Establishment of Soviet Power in Transcaucasia، 617–618.
57. ↑  Martin، The Affirmative Action Empire، 23–24.
58. ↑  Jones، The Establishment of Soviet Power in Transcaucasia، 617.
59. ↑  Anchabadze and  Argun, Абхазы, 90.
60. ↑  Blauvelt، The Making of Modern Georgia, 1918–2012، 252.
61. ↑  Blauvelt، The Making of Modern Georgia, 1918–2012، 241–242.
62. ↑  Saparov، From Conflict to Autonomy in the Caucasus، 58–59.
63. ↑  Blauvelt، The Making of Modern Georgia, 1918–2012، 240–246.
64. ↑  Saparov، From Conflict to Autonomy in the Caucasus، 61–62.
65. ↑  Saparov، From Conflict to Autonomy in the Caucasus، 62.
66. ↑  Anchabadze، The Abkhazians: A Handbook، 132.
67. ↑  Cornell، "Religion as a Factor in Caucasian Conflicts", Civil Wars، 52.
68. ↑  Derluguian، The Myth of "Ethnic Conflict"، 266.